# تیمور ورمش

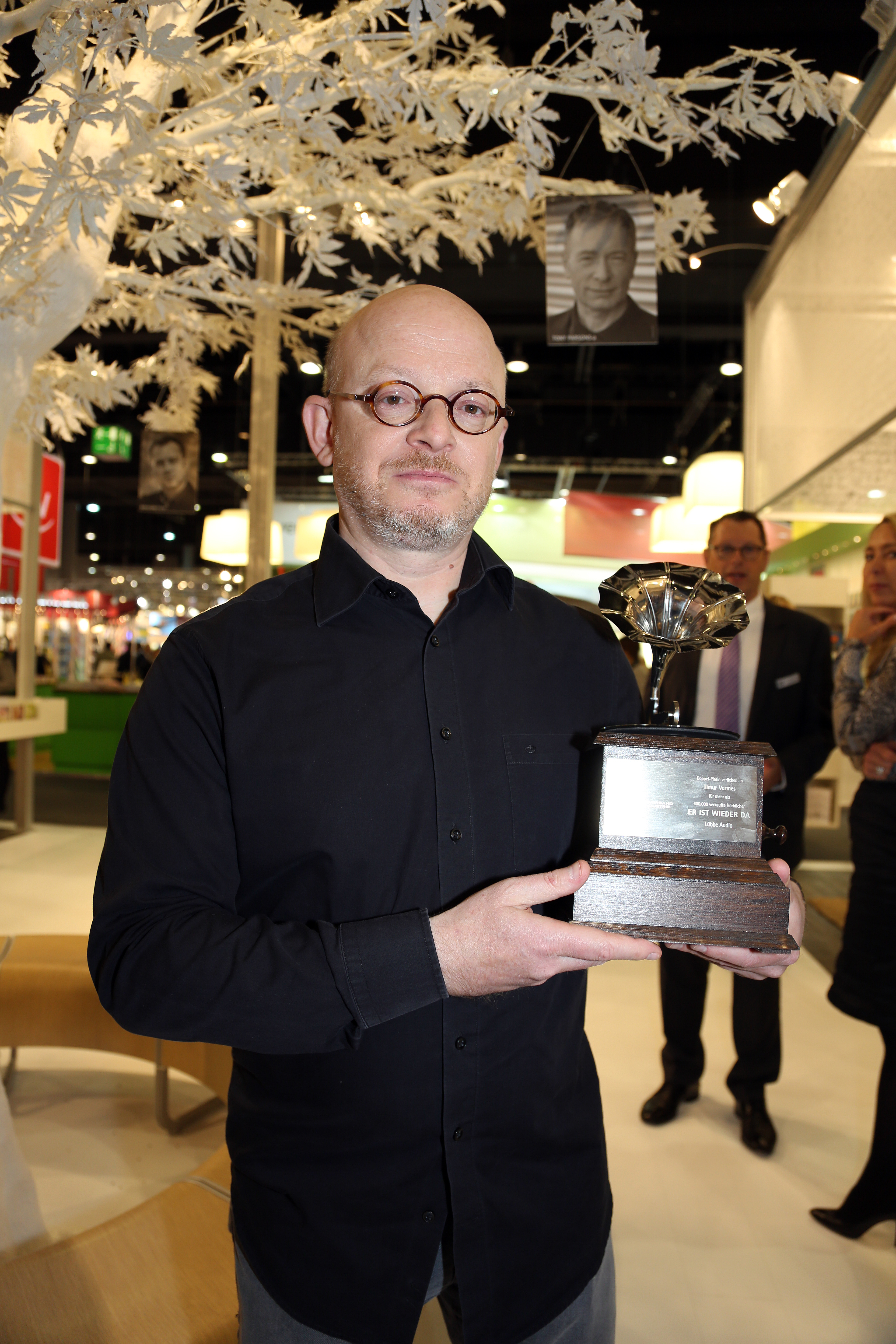
Timur Vermes 2015

تیمور وِرمِش (به آلمانی:Timur Vermes؛ زاده ۱۹۶۷ در نورنبرگ) نویسنده و روزنامه نگار آلمانی است. مادرش آلمانی بود و پدرش تبار مجاری داشت. او در دانشگاه ارلانگن سیاست و تاریخ خواند و سپس به‌عنوان روزنامه‌نگار به کار پرداخت، تا سال 2001 برای نشریات ابندسایتونگ و اکسپرس شهر کلن مطلب می‌نوشت و پس از آن هم برای نشریات زیادی کار کرده‌است. او قبلاً یک سایه نویس بود و تا سال 2009 به‌عنوان نویسندهٔ پشت پرده، چهار کتاب منتشر کرد. نخستین رمان ورمش او بازگشته است می‌باشد که تاکنون تنها در آلمان بیش از یک میلیون نسخه از آن فروخته شده‌است. این کتاب طنز دربارهٔ حضور ناگهانی هیتلر در سال ۲۰۱۱ می‌باشد.